# سبرينتر (فلم)
سبرينتر (بالإنجليزية: Sprinter)، هُو فيلم دراما رياضية جامايكي صدر سنة 2018، وهُو من إخراج ستورم سولتر وإنتاج مشترك بين ويل سميث وجادا بينكيت سميث.

## وصلات خارجية
- سبرينتر  في قاعدة بيانات الأفلام على الإنترنت (بالإنجليزية)